# Johannes Pohl
Johannes Pohl (Colonia, 6 febbraio 1904 – Wiesbaden, 30 gennaio 1960) è stato un presbitero, ebraista e bibliotecario tedesco.

## Biografia
Dopo la laurea, Pohl, il cui padre era un autotrasportatore, studiò teologia cattolica a Bonn. Nel 1927 fu ordinato sacerdote, dopo di che ricevette un vicariato ad Essen. Nel 1929 conseguì il dottorato. In seguito approfondì lo studio della Bibbia e delle lingue presso il Pontificio Istituto Biblico a Roma, dove ottenne un secondo dottorato.
Ricevette poi una borsa di studio dalla Görres-Gesellschaft e nel 1932 studiò presso il suo Istituto Orientale di Gerusalemme, dove lavorò anche per l'Associazione tedesca per la Terra Santa. A Gerusalemme incontrò la sua futura moglie, facente parte di una famiglia di coloni tedeschi. Nel 1934 entrambi tornarono in Germania e si sposarono nello stesso anno. Pohl fu impiegato come ebraista presso la sezione orientale della Biblioteca nazionale di Berlino dal 1935 al 1936 e dal 1939 al 1941.
Pohl, che nel frattempo era stato sollevato dal suo incarico di religioso, divenne sempre più entusiasta del nazionalsocialismo. Scrisse per le Comunicazioni sulla questione ebraica (Mitteilungen über die Judenfrage) rivista pubblicata dall'Istituto per lo studio della questione ebraica (Institut zur Erforschung der Judenfrage), nonché per il settimanale antisemita Der Stürmer. Entrò nel Partito nazionalsocialista nel 1940.
Durante la seconda guerra mondiale Pohl entrò in contatto con l'ente nazista Amt Rosenberg, e grazie a ciò nel 1941 divenne bibliotecario presso l'Istituto per lo studio della questione ebraica. Lavorò presso la "Biblioteca ebraica", uno dei suoi centri. L'istituto era diretto dallo storico Wilhelm Grau e apparteneva, assieme ad altre istituzioni, alla scuola superiore del Partito nazionalsocialista. Per conto di Alfred Rosenberg, Pohl, come membro del Commando Reichsleiter Rosenberg, si recò nei territori occupati per esaminare nelle biblioteche gli scritti utili per la propaganda nazista. Nel gennaio 1942 fu coinvolto nella rapina e nella distruzione del patrimonio culturale ebraico a Vilnius, dove sottrasse i libri e i manoscritti più preziosi da musei e biblioteche. In seguito ne scelse una piccola parte per il futuro museo di Francoforte, mentre il resto fu venduto a una cartiera. Inoltre, tenne campagne propagandistiche per i suoi datori di lavoro e pubblicò una varietà di scritti antisemiti, in cui attaccò principalmente le basi spirituali dell'ebraismo e del Talmud. Dall'autunno del 1943 Pohl lavorò per la rivista antisemita di Rosenberg Welt-Dienst.
Dopo la guerra, Pohl fu internato per un anno. Molti dei suoi scritti furono collocati nell'Elenco delle opere scartate (Liste der auszusondernden Literatur) nella zona di occupazione sovietica e nella Repubblica Democratica Tedesca. Dal 1953 ha lavorato presso la casa editrice Franz Steiner e nel 1956 è stato (secondo quanto da lui riportato) membro della redazione del dizionario di lingua tedesca Duden a Wiesbaden.

## Opere
- Die Messiaserwartung beim Propheten Ezechiel. Tesi di dottorato. Università di Bonn, 1929.
- Arbeit, Familie und Gesellschaft in Israel nach den Schriften der Propheten. Tesi di dottorato. Pontificio Istituto Biblico, 1931.
- Talmudgeist. Berlino, Nordland, 1941.
- Die Religion des Talmud. Berlino, Fritsch, 1942.
- Juden in der Sowjetunion zu Beginn der Herrschaft Stalins. Tilsit, Lipsia, Holzner, 1942.
- Tausend Talmudzitate. Francoforte, Welt-Dienst, 1944.
- Antijüdische Papsterlasse. Francoforte, Welt-Dienst, 1944.
- Streiflichter aus dem New Yorker jiddischen "Forwerts". Francoforte, Welt-Dienst, 1944.
- Gibt es eine jüdische Religion? Francoforte, Welt-Dienst, 1944.
- Jüdische Selbstzeugnisse. Francoforte, Welt-Dienst, 1944.
- Palästina: Das Land und seine Bevölkerung. Francoforte, Welt-Dienst, 1944.